# Constellation Energy
Constellation Energy — американская энергетическая компания, образованная в 2022 году отделением в самостоятельную компанию подразделения электрогенерирующих предприятий корпорации Exelon. Крупнейшая в США по количеству эксплуатируемых ею атомных электростанций.

## История
Старейшим предшественником компании является основанная в 1816 году компания газового освещения Балтимора. В 1906 году она вошла в состав объединённой компании электро- и газоснабжения Балтимора (Consolidated Gas Electric Light and Power Company of Baltimore). В 1950 году газовая сеть компании перешла с угольного газа на природный, а в следующем году электросеть сменила постоянный ток на переменный. В 1955 году компания стала называться Baltimore Gas and Electric Company. В 1956 году компания стала сооснователем одной из крупнейших на то время энергосистем в мире, объединившей сети штатов Пенсильвания, Нью-Джерси и Мэриленд (Pennsylvania-New Jersey-Maryland Interconnection). В 1975 году начала работу первая АЭС компании «Калверт-Клифс». В 1986 году была создана дочерняя компания Constellation Holdings, в которую вошли некоторые активы, не связанные с коммунальным хозяйством.
В 1999 году для Baltimore Gas and Electric Company была создана холдинговая компания Constellation Energy Group. В 2012 году она была поглощена энергетической корпорацией Exelon. В 2022 году название Constellation Energy было использовано для создания новой корпорации, получившей все генерирующие активы Exelon, а также газораспределительную сеть в ряде штатов.

## Деятельность
Генерирующие мощности Constellation Energy составляют 32,4 ГВт, из них АЭС — 20,9 ГВт, ТЭС на нефти и газе — 8,8 ГВт, возобновляемые источники (ГЭС, солнечные и ветряные электростанции) — 2,7 ГВт. Все электростанции находятся в США, за исключением одной в канадской провинции Альберта (Grand Prairie Generating Station).
Компании полностью принадлежат 9 АЭС, ещё в 4 она имеет доли; в сумме это 23 энергоблока: АЭС Брэйдвуд, АЭС Байрон, АЭС Калверт-Клифс, АЭС Клинтон, АЭС Дрезден, АЭС Фицпатрик, АЭС Ласаль, АЭС Лимерик, АЭС Джинна, АЭС Квод Ситис (75 %), АЭС Пич-Боттом (50 %), АЭС Салем (42,59 %), АЭС Найн-Майл-Пойнт (82 %, второй энергоблок). Кроме АЭС компании принадлежат 27 ТЭС на нефти или природном газе, 2 гидроэлектростанции, 28 ветряных электростанций, 5 солнечных электростанций и одна аккумуляторная станция.
В списке крупнейших публичных компаний в мире Forbes Global 2000 за 2022 год Constellation Energy заняла 795-е место.